# Wormsley Park
Wormsley Park è una casa di campagna inglese del XVIII secolo, contornata da un terreno di circa 1.000 ettari, situata fra Stokenchurch e Watlington nelle Chiltern Hills del Buckinghamshire in Inghilterra. È stata la residenza del filantropo Sir Paul Getty che andò ad abitare a Wormsley nel 1986. Egli intraprese una ristrutturazione dell'edificio che durò fino al 1991, e vi morì nel 2003. Oggi è la residenza di Mark Getty e della sua famiglia.

## Storia
Originariamente di proprietà della famiglia Scrope dalla fine del XVI secolo, la tenuta apparteneva al colonnello Adrian Scrope il regicida. La casa e la tenuta passarono al nipote John Scrope un barone dello Scacchiere che come Scrope morì senza eredi. Il suo patrimonio di Wormsley passò ai discendenti della sorella Anna (morta nel 1720), che aveva sposato Henry Fane di Brympton. Il loro secondo figlio, Thomas Fane, anche mercante di Bristol, succedette a suo zio come membro del Parlamento per Lyme Regis, iniziando la lunga associazione della famiglia Fane con il seggio parlamentare di Lyme Regis. Fane succedette anche ad un lontano cugino e divenne l'VIII Conte di Wesmoreland nel 1762.
La famiglia Fane mantenne la proprietà della casa e della tenuta fino al 1986, quando la vendette a Sir Paul Getty. Dopo aver acquisito la casa del XVIII secolo, Paul Getty trascorse molto tempo alla ristrutturazione dell'edificio e tenuta tornati al loro antico splendore. Getty vi aggiunse anche una biblioteca per ospitare la sua collezione di libri, e un teatro dove si svolgevano spettacoli per gli ospiti. Dal 2010, nei mesi estivi, il parco della villa ospita la Garsington Opera, festival annuale di opera lirica.
Wormsley Park è una grande fattoria. Il suo territorio è noto per la sua popolazione della specie nibbio reale. Già estinta in Inghilterra e Scozia, la specie venne reintrodotta in Inghilterra nel 1989. La zona non era stata progettata per essere il primo sito di ripopolamento, che sarebbe dovuta essere il Windsor Great Park, ma all'ultimo momento il progetto venne a cadere. Getty intervenne per offrire  Wormsley Park in alternativa, salvando così il progetto.